# Khaleej Club
Al-Khaleej Club of Saihat (en árabe: نادي الخليج بسيهات‎) es un equipo de fútbol de Arabia Saudita que milita en la Primera División de Arabia Saudita, la liga de fútbol más importante del país.

## Historia
El equipo de fútbol de Al-Khaleej juega en la Liga Profesional Saudí y fue fundado en 1945.
Es un club deportivo, social y educativo. Además, los diferentes equipos en este club, categorizados en diferentes niveles en función de la edad, juegan diferentes deportes. Entre los deportes jugados por los equipos del club Khaleej son el fútbol, balonmano, voleibol, baloncesto, tenis, tenis de mesa, gimnasia, atletismo y deportes acuáticos, entre otros.
El Al-Khaleej es bien conocido por el equipo de balonmano que ha desempeñado en diferentes campeonatos en todo el mundo.

## Palmarés
- Primera División Saudí: 1

2006

## Jugadores

### Plantilla
- Actualizado al 9 de septiembre de 2024